# Codename X
Codename X – drugi album kanadyjskiego producenta muzycznego Excisiona, wydany 3 lutego 2015 roku przez Rottun Recordings.

## Lista utworów
1. "Codename X" - 3:21
2. "Live Wire" - 4:12
3. "Float Away" - 4:02
4. "Out of Time" (oraz Dion Timmer feat. Splitbreed) - 3:48
5. "Shadowflame" - 4:00
6. "X Up" (oraz the Frim feat. Messinian) - 4:02
7. "Robo Kitty" (oraz Downlink) - 4:10
8. "Push It Up" (oraz Space Laces) - 3:50
9. "Bring the Madness" (oraz Pegboard Nerds feat. Mayor Apeshit) - 3:25
10. "Night Shine" (oraz the Frim feat. Luciana) - 4:20
11. "Interstellar" (oraz Dion Timmer feat. Rise at Night) - 4:03